# Gustav Weiss (Kameramann)
Gustav Anton Weiss (auch Weiß; * 14. Mai 1886 in München; † 24. Februar 1961 ebenda) war ein deutscher Kameramann beim Spiel- und Dokumentarfilm.

## Leben und Wirken
Über Gustav Weissens frühe Jahre ist nur wenig bekannt. Der Sohn eines gleichnamigen Spenglers machte nach dem Besuch der Volksschule zunächst eine Ausbildung zum Fotografen. Ab 1915 zum Frontdienst eingezogen, wurde er kurz nach Ende des Ersten Weltkriegs von der Emelka als Chefkameramann übernommen und nach seinem Debüt 1919 in den ersten Jahren erfahreneren Kollegen wie Franz Planer, Franz Koch und Karl Attenberger zur Seite gestellt. Mitte der 1920er Jahre ist er als Bildgestalter bei einigen Kultur- bzw. Dokumentarfilmen der Emelka nachzuweisen.
In den 1930er Jahren drehte Weiss überwiegend Kurzspielfilme, darunter den Komödienklassiker Im Photoatelier mit Karl Valentin. Bemerkenswert ist aus dieser Zeit seine Kameraarbeit zu dem ungewöhnlichen Science-Fiction-Kurzfilm Weltraumschiff I startet (1937) unter der Regie von Anton Kutter, mit dem Weiss in seiner Karriere recht häufig zusammenarbeiten sollte. 1940 fotografierte er als Juniorpartner Willy Wintersteins den abendfüllenden NS-Propagandafilm Achtung! Feind hört mit!.
Nach dem Zweiten Weltkrieg lichtete Gustav Weiss nur noch zwei in den österreichischen Alpen spielende Leinwanddramen ab, darunter Kutters Kassenschlager Das Lied von Kaprun mit dem Kollegen Josef Kirzeder. Anschließend setzte sich der zuletzt in Grünwald ansässige Kameramann zur Ruhe. Er starb 1961 im Klinikum rechts der Isar in München.
Gustav Weiss war von 1909 bis zu seinem Tod mit Margareta „Meta“ Rupp verheiratet. Der gemeinsame Sohn Gustav Arnold „Gustl Arno“ Weiss (1910–1944) war ab 1928 als Kamera-Assistent tätig und kam im Zweiten Weltkrieg als Kriegsberichterstatter auf dem Gebiet der heutigen Ukraine ums Leben.

## Filmografie
- 1919: Dr. Steffens seltsamster Fall
- 1920: Der Brunnen des Wahnsinns
- 1920: Der Mann auf der Flasche
- 1921: Die Nacht der Einbrecher
- 1921: Der Verfluchte
- 1925: Die Krebskrankheit
- 1925: Neuzeitliche Wasserkraft
- 1925: Zwischen Mars und Erde
- 1932: Kleine Rebellion
- 1932: Die Herrgottsgrenadiere
- 1932: Im Photoatelier
- 1933: Es knallt
- 1934: Das Haus der deutschen Kunst
- 1936: Ein Meer versinkt
- 1937: Kameraden von uns
- 1937: Weltraumschiff I startet (UA: 1940)
- 1939: Germanen gegen Pharaonen. Pyramide und Stonehenge
- 1940: Achtung! Feind hört mit!
- 1942: Hunde mit der Meldekapsel
- 1944: Wer gehört zu wem?
- 1952: Wetterleuchten am Dachstein
- 1955: Das Lied von Kaprun